# Ta podstępna miłość
Ta podstępna miłość – amerykańska komedia romantyczna z 1997 roku.

## Główne role
- Bette Midler – Lilly Leonard
- Dennis Farina – Dan De Mora
- Paula Marshall – Molly De Mora
- Gail O'Grady – Rowena
- David Rasche – Alan
- James Denton – Keith Marks
- Danny Nucci – Joey Donna
- Jayne Eastwood – ciotka Iris
- Michael J. Reynolds – senator Marks

## Fabuła
Molly De Mora planuje ślub z początkującym politykiem. Jej rodzice – gwiazda filmowa Lilly i dziennikarz Dan – rozwiedli się 14 lat temu. Córka sądzi, że gdy pojawią się na ceremonii dojdzie do ostrej wymiany zdań – tak też się dzieje. Kłótnia przybiera jednak zupełnie nowy obrót: oboje zostawiają swoich partnerów i uciekają razem. Wybucha skandal. Córka wyrusza na ich poszukiwania. Towarzyszy jej młody paparazzi Joey Donna.